# Dosinia ponderosa
Dosinia ponderosa is een tweekleppigensoort uit de familie van de Veneridae. De wetenschappelijke naam van de soort is voor het eerst geldig gepubliceerd in 1838 door Gray.